# قانون موضوعي
القانون الموضوعي هو مجموعة القوانين التي تحكم كيفية تصرف أعضاء المجتمع. يتناقض مع القانون الإجرائي، وهو مجموعة الإجراءات الخاصة بوضع القانون الموضوعي وإدارته وإنفاذه. يحدد القانون الموضوعي الحقوق والمسؤوليات في القانون المدني والجرائم والعقوبات في القانون الجنائي. قد يتم تدوينها في نظام أساسيأو موجودة من خلال حكم قضائي في القانون العام.
قال هنري سومنر ماين عن القانون المبكر، «لقد كان صعود قانون الإجراءات في بدايات محاكم العدل أمرًا عظيمًا للغاية، وهذا القانون الموضوعي في البداية يبدو أنه يتم إفراؤه تدريجيًا في فترات الإجراءات؛ والمحامي الأول لا يرى القانون إلا من خلال مظروف أشكاله الفنية».